# バンク・オブ・アメリカ・プラザ (アトランタ)
バンク・オブ・アメリカ・プラザ（Bank of America Plaza）は、アメリカ合衆国ジョージア州アトランタにある超高層ビル。アメリカ合衆国の代表的な金融業、銀行であるバンク・オブ・アメリカの所有。高さは317m、55階建て。米国内ではシカゴとニューヨーク以外で最も高いビルである。設計はケヴィン・ローチ。頂上部にはオベリスクのような27mの尖塔があり、金箔で覆われている。全体としてクライスラー・ビルディングのようなアール・デコ様式のビルである。300mを越えるビルであるが完成までにたった14ヶ月間しか要さなかったことも話題になった（1992年完成）。

## 名称
計画時にはシチズンズ&サザン・ナショナル・バンク（Citizens & Southern National Bank、略称：CSNB）の本社として予定されていたが、1989年にCSNBがソブラン・バンク（Sovran Bank）と合併しC&S／ソブラン（C&S/Sovran）と改称後、さらにノースカロライナ・ナショナル・バンク（North Carolina National Bank、略称：NCNB）に買収されネーションズバンク（NationsBank）に改称したため、1992年の完成時には建物の名称は「ネーションズバンク・ビルディング」（NationsBank Building）となった。
その後ネーションズバンクはバンク・オブ・アメリカを吸収合併し、合併後の名称をバンク・オブ・アメリカとしたため、ビルの名称も「バンク・オブ・アメリカ・プラザ」と改称された。